# Pila de combustible

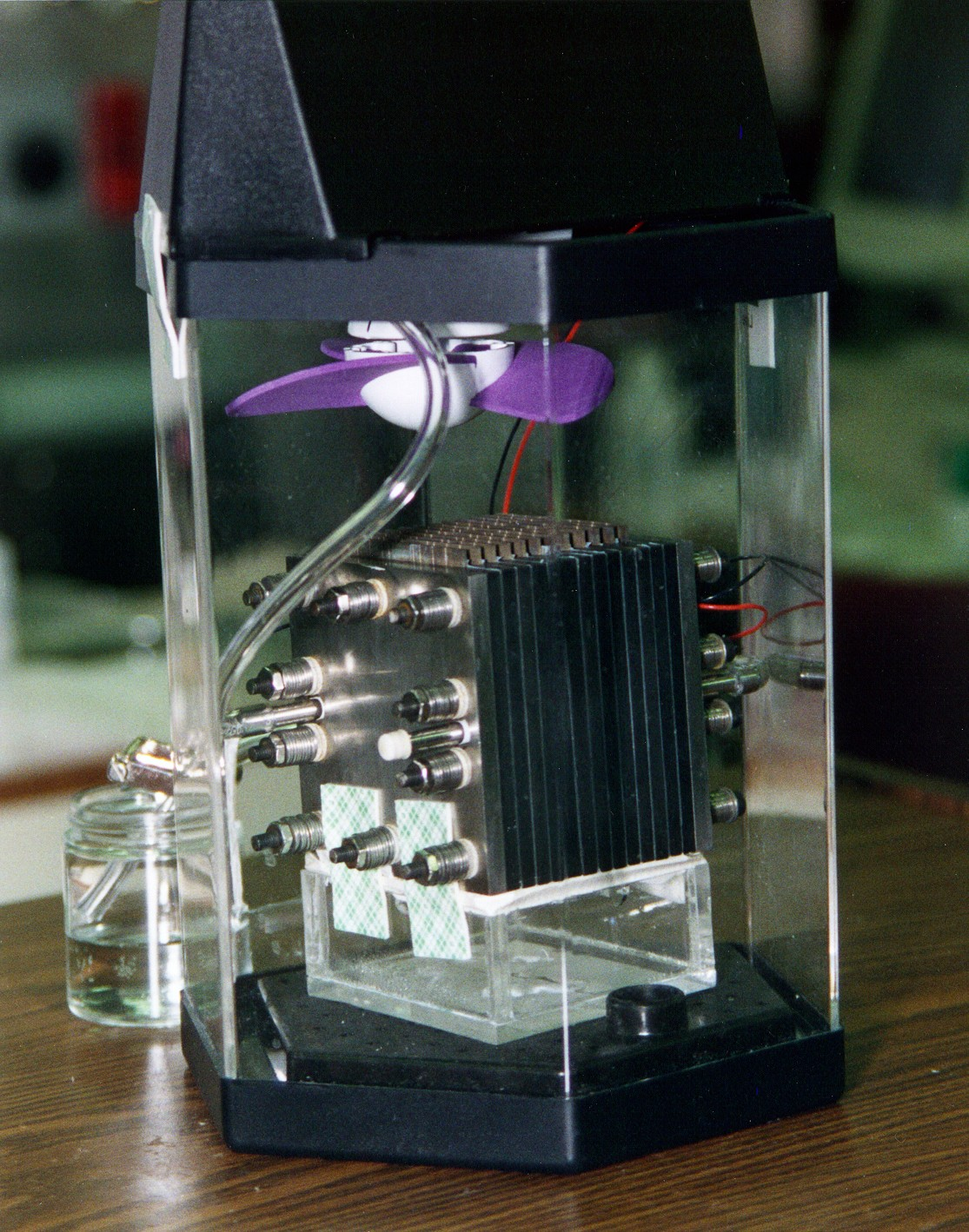
Pila d'hidrogen. La cèl·lulaés l'estructura cúbica del centre de la imatge.

Una pila de combustible o cèl·lula de combustible és una pila que utilitza la reacció entre un combustible i un agent oxidant, els quals s'alimenten contínuament, per a produir energia elèctrica. Es parla de cèl·lula (anglès cell) quan només té un element.
Les piles de combustible funcionen amb la mateixa naturalesa electroquímica que les bateries convencionals, és a dir, les dues es basen en la generació d'energia elèctrica a partir d'energia química. La diferència entre les dues és que les piles de combustible no necessiten ser recarregades sinó que treballen de manera contínua, per tant tenim un flux i consum de reactius constant. Això és una de les principals diferències amb les bateries convencionals.
Els reactius típics utilitzats en una cèl·lula de combustible són hidrogen a l'ànode i oxigen al càtode. Per altra banda les bateries convencionals consumeixen reactius sòlids i, una vegada que s'han esgotat, ha d'ésser eliminada o recarregada amb electricitat. Generalment, els reactius «flueixen cap a dintre» i els productes de la reacció «flueixen cap a fora». L'operació a llarg termini virtualment contínua és factible mentre es mantinguin aquests fluxos.

## Tecnologia

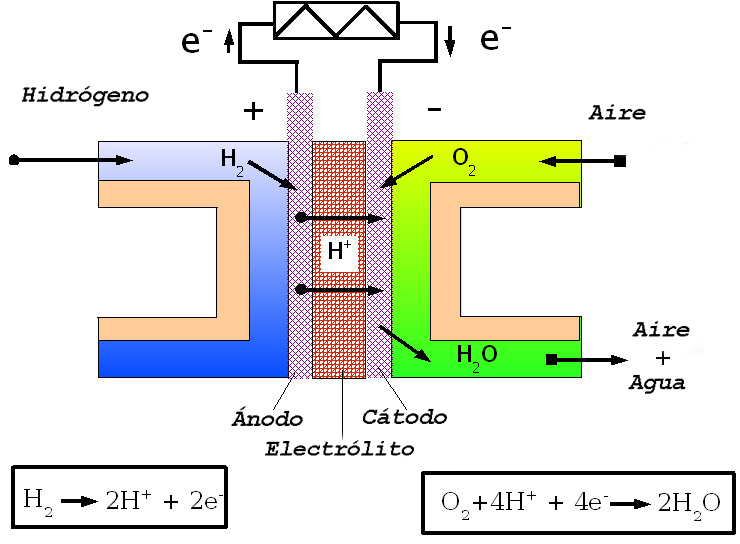
Esquema del funcionament d'una pila de combustible.

Les piles de combustible són una suma de cèl·lules de combustible. Una cèl·lula de combustible contés dos elèctrodes, un ànode (-) i un càtode (+) que els dos acostumen a ser de platí i que es troben separats per un electròlit. L'electròlit acostuma a ser una membrana. A l'ànode s'oxida l'hidrogen que es dissocia en dos protons i dos electrons. Els protons circulen a través de la membrana polimèrica fins que el càtode i allà es combinen amb l'oxigen que s'ha reduït prèviament al càtode per formar aigua. Els electrons que no han pogut travessar la membrana s'escapen per un circuit elèctric. Aquest flux d'electrons és el corrent elèctric que podrem aprofitar com a energia elèctrica.
En aquest exemple, l'únic residu és aigua o vapor d'aigua. A més d'hidrogen pur, també es té l'hidrogen contingut en altres molècules de combustibles incloent el dièsel, metanol i els hidrurs químics, el residu produït per aquest tipus de combustibles, a més d'aigua, és diòxid de carboni, entre d'altres.

### Voltatge
La quantitat d'electricitat produïda per cada cèl·lula de combustible depèn de diversos factors com el tipus de cèl·lula, la mida, la temperatura ambient i la pressió de subministrament dels gasos. La potència final de la pila és determinada pel nombre de cèl·lules de la pila. Per crear més voltatge les cèl·lules s'agrupen i es combinen en sèrie o en paral·lel en un sistema que es diu Fuel Cell Stack en anglès: pila o bateria de cèl·lules de combustible. El nombre de cèl·lules sol ser superior a 45 i varia segons el disseny.

### Materials
Els materials usats en cèl·lules de combustible varien segons el tipus. (Vegeu cèl·lulade combustible#Tipus de cèl·lules de combustible). Les plaques de l'elèctrode bipolar es fan generalment de metall, de níquel habitualment i són cobertes per un catalitzador (que pot ser de platí o pal·ladi) per a obtenir més eficiència.
També es fan servir nanomaterials per la producció, purificació i emmagatzematge d'hidrogen. Un dels principals problemes del sector és la falta de tecnologies per l'emmagatzematge d'hidrogen que serveix per alimentar les piles de combustible per després alliberar-lo prou rabent, de manera que el consum energètic sigui reduït per poder alimentar correctament la pila. El 2015 es presumia que els nanomaterials eren prometedors per dur a terme aquesta funció, principalment, els nanotubs de carboni,els hidrurs de metalls lleugers i el grafè.
L'electròlit pot ser de ceràmica o bé una membrana.

### Consideracions de disseny a les cèl·lules de combustible
- Costs. Per exemple, els costs del MEA (Membrane Electrode Assembly, en anglès: muntatge de l'elèctrode de la membrana) del PEM (membrana intercambiadora de protons) varien segons el fabricant. Així, la membrana de Nafion®, aproximadament 400 €/m², utilitzada en la membrana PEM de Toyota i 3M és substituïda per la membrana de la ITM Power, amb un preu al voltant de 4 €/m² (2004).[Cal actualitzar] Aquesta membrana nova és un polímer d'hidrocarbur.[6][Cal actualitzar]

- Gestió de l'aigua en les PEMFC (Proton Exchange Membrane Fuel Cell, en català: cèl·lulade combustible amb membrana intercanviadora de protons). En aquest tipus de cèl·lules de combustible, la membrana s'ha d'hidratar, el que requereix evacuar l'aigua exactament en la mateixa mesura que aquesta és produïda.[7]

- Gestió de la temperatura. S'ha de mantenir la mateixa temperatura en tota la cèl·lula per a evitar que es destrueix per fatiga tèrmica.

- Control de flux. Igual que a un motor de combustió, cal mantenir un quocient constant entre el reactiu i l'oxigen perquè la cèl·lulafuncioni eficientment.

- Durabilitat, vida, i requisits especials per a certs tipus de cèl·lules. Les utilitzacions immòbils requereixen normalment més de 40.000 hores operatives fiables a una temperatura de -35 °C a 40 °C, mentre que les cèl·lules automotriues de combustible requereixen una esperança de vida de 5.000 hores sota temperatures extremes. Les utilitzacions automotrius, a més de poder arrencar amb fiabilitat a -30 °C, han de tenir un alt poder energètic per unitat de volum (típicament 2.5 KW per litre).[7][8]

- Tolerància limitada al monòxid de carboni (CO).

## Tipus de cèl·lules de combustible
Les piles de combustible es classifiquen en funció de l'electròlit present en el seu interior responsable de la temperatura de treball del sistema.

### Piles de combustible de membrana polimérica (PEMFC)
L'electròlit està format per una membrana polimèrica de bescanvi iònic (excel·lent conductor de protons). Normalment aquesta membrana esta feta de Nafion 117.
La temperatura de treball és de 60-120 °C degut a la degradació de la membrana a temperatures superiors. Així doncs, aquesta membrana ha menester d'una hidratació constant d'aigua. Degut a les baixes temperatures de treball, a més calen catalitzadors com ara platí. Aquestes piles s'alimenten d'H₂ (g) i O₂ o bé aire que ha estat tractat prèviament per tal d'eliminar impureses com el CO per a evitar fer malbé el catalitzador.
Desavantatges: És car degut a l'ús de platí com a catalitzador i aquest pot ser enverinat si hi ha monòxid de carboni (CO) al combustible.
Avantatges: Treballen a baixes temperatures.
Aplicacions: Transport, electrònica i generació elèctrica (1-250 kW).

### Piles de combustiblealcalina(AFC)
L'electròlit és líquid i es forma per una solució aquosa d'hidròxid de potassi (KOH) concentrat (30-85% en pes). La concentració de KOH variarà en funció de la temperatura de treball del sistema que pot anar de 60-120 °C. Degut a les baixes temperatures de treball, és necessària la presència de catalitzadors com ara platí, pal·ladi i Ni.
Desavantatges: El catalitzador es pot enverinat si hi ha monòxid de carboni (CO) al combustible. El CO₂ (de l'aire) reaccionarà amb KOH formant K₂CO₃. S'ha d'utilitzar H₂ i O₂ d'alta puresa o aire purificat el que és car. La corrosivitat del KOH obliga a emprar acers inoxidables i materials polimèrics com a elements estructurals.
Avantatges: El fet d'emprar un electròlit líquid permet emprar-lo com a refrigerant i retirar-lo de la pila en períodes d'inactivitat per a augmentar el seu temps de vida útil.
Aplicacions: Transport, aplicacions militars i programes espacials (Apolo).

### Pila de combustible d'àcid fosfòric(PAFC)
L'electròlit és líquid i es forma per una solució d'àcid fosfòric (85-100%) en una matriu de carbur de silici. Els elèctrodes són formats d'una base de grafit amb un catalitzador de Pt. La temperatura de treball és de 160-200 °C i per a evitar la solidificació de l'electròlit, la pila ha de ser sempre escalfada, ja que l'àcid fosfòric solidifica a 42,5 °C.
Desavantatges: A baixes temperatures l'àcid fosfòric solidifica i això fa que sigui mal conductor. Podem tenir enverinament del catalitzador (Pt) per al presència de CO en l'ànode. Alt cost per l'ús de platí. Hi ha corrosivitat.
Avantatges: Estabilitat de l'àcid fosfòric afavoreix el treball en un ampli interval de temperatures. Ús d'àcid pur facilita el tractament de l'aigua generada. Tolera més impureses degut a l'alta temperatura de treball.
Aplicacions: Plantes de generació de potencies de 100-200 kW.

### Piles de combustible decarbonatfos (MCFC)
L'electròlit està format per una mescla de carbonats alcalins fosos (Li, K i Na) en una matriu de liti-alumini. Els elèctrodes estan fets d'un aliatge de Ni-Cr (ànode) i Ni-Li (càtode). La temperatura de treball és de 600-700 °C.
A diferència de les piles esmentades anteriorment, aquestes necessiten ser alimentades amb aire i diòxid de carboni en el càtode.
Desavantatges: Necessiten dos fluxos (CO i O₂). La formació d'aigua en l'ànode pot diluir el combustible. Les altes temperatures i el caràcter corrosiu de l'electròlit afecten en la seva durabilitat.
Avantatges: Tenen una elevada tolerància a les impureses degut a les altes temperatures de treball.
Aplicacions: Plantes de generació de kW fins a desenes de MW.

### Piles de combustible d'òxids sòlids (SOFC)
L'electròlit està fet d'un material ceràmic (òxid de zirconi-itri). Aquesta pila es diferencia de la resta perquè no empra catalitzador. Això és així, perquè es treballa a temperatures molt elevades: 800-1000 °C.
Desavantatges: Les altes temperatures afecten en la seva durabilitat. És car.
Avantatges: No es necessiten combustibles d'alta puresa degut a les altes temperatures de treball. No tenim elements en fase líquida i això redueix els problemes de corrosió. El CO no és un problema i participa activament en les reaccions electroquímiques.
Aplicacions: Generació d'electricitat: generació de KW fins a desenes de MW.

### Piles de combustible d'ús directe demetanol(DMFC)
És un tipus de pila derivada de les PEMFC, ja que ambdues utilitzen una membrana polimèrica d'intercanvi iònic com a electròlit. No obstant, en aquest cas utilitzen metanol enlloc d'H₂. La temperatura de treball és de 50-100 °C.
Desavantatges: Baixa difusió del metanol a través de la membrana en el pas de l'ànode al càtode, fet que fa disminuir el rendiment i augmentar el consum de combustible. Això fa que aquestes piles tinguin un curt temps de vida útil, una menor eficiència que la resta de piles i que sigui necessària una elevada quantitat de catalitzador.
Avantatges: L'emmagatzematge de metanol no requereix aparells voluminosos ni reformadors extens com en el cas de l'hidrogen, fet que provoca una reducció de costos respecte la pila PEMFC amb hidrogen. Tenim la possibilitat d'emprar directament metanol líquid a baixes temperatures (90 °C).
Aplicacions: Sector automobilístic (l'alimentació d'un combustible líquid evita una gran quantitat de problemes relacionats amb l'ús de combustibles gasosos).
| Tipus | Electròlit                 | Ions  | T (°C)   | Catalitzador | Combustible  | Oxidant | Eficiència elèctrica (%) |
| PEMFC | Membrana polimèrica        | H+    | 60-120   | Pt           | H₂,Gas       | O₂,aire | 40-60                    |
| AFC   | Hidròxid de potassi (KOH)  | OH-   | 60-120   | Pt/Pd, Ni    | H₂,Gas pur   | O₂      | 60                       |
| PAFC  | Àcid fosfòric (H₃PO₄)      | H+    | 160-200  | Pt           | H₂,Gas       | O₂,aire | 40-50                    |
| MCFC  | Carbonat de liti o potassi | CO₃-2 | 600-700  | Ni           | H₂,Gas       | O₂,aire | 45-55                    |
| SOFC  | Òxids de zirconi           | O-2   | 800-1000 | -            | H₂,Gas       | O₂,aire | 45-60                    |
| DMFC  | Membrana polimèrica        | H+    | 50-100   | Pt, Pt-Ru    | Metanol líq. | O₂,aire | 20-40                    |
| ----- | -------------------------- | ----- | -------- | ------------ | ------------ | ------- | ------------------------ |

## Eficiència
L'eficiència de les cèl·lules de combustible, a diferència dels motors de combustió (interna i externa) no és limitada pel cicle de Carnot, ja que no segueixen un cicle termodinàmic. Per tant, tenen una eficiència molt alta en convertir directament energia química en energia elèctrica. L'eficiència d'una cèl·lula de combustible {\displaystyle \eta \,\!}, sota condicions estàndards és limitada pel quocient de la variació de l'energia lliure (estàndard) de Gibbs {\displaystyle \Delta \mathrm {G} ^{\circ }}, per la variació de l'entalpia estàndard de la reacció química completa {\displaystyle \Delta \mathrm {H} ^{\circ }}. L'eficiència real és igual o inferior a això (normalment inferior).
{\displaystyle \eta \,={\frac {\Delta \mathrm {G} ^{\circ }}{\Delta \mathrm {H} ^{\circ }}}}
Una cèl·lula galvànica converteix normalment l'energia química del combustible en electricitat amb una eficiència d'un 30% en motors diesel i prop del 50% en turbines de vapor que és un dels màxims. L'eficiència, no obstant això, depèn en gran manera del corrent que circula a través de la cèl·lula de combustible: com més gran és el corrent, més baixa és l'eficiència. Per a una cèl·lula d'hidrogen, l'eficiència global (real/teòrica) és igual al voltatge de la cèl·lula dividit per 1,23 volts, a una temperatura de 25 °C. Aquest voltatge depèn del combustible , de la qualitat i de la temperatura de la cèl·lula. Les piles de combustible com que no estan sotmeses al cicle de Carnot tenen un rendiment ideal del 100%.
Les cèl·lules de combustible no poden emmagatzemar energia com una bateria, sinó que en algunes aplicacions, com a les centrals elèctriques independents basades en fonts discontínues (solars, energia del vent), es combinen amb electròlits i sistemes de l'emmagatzematge per a formar un sistema que guarda aquesta energia. L'eficiència anada-tornada (d'electricitat a l'hidrogen i de nou a electricitat) d'aquestes plantes és entre el 30 i el 40%.
En «utilitzacions combinades de la calor i de l'energia» (una millora dels processos de cogeneració, la cèl·lula de combustible es posa en un lloc on també calgui calor, es tolera una eficiència més baixa de la conversió de combustible a electricitat (típicament 15-20%), perquè la majoria de l'energia no convertida en electricitat s'utilitza com a calor. Una mica de calor es perd amb el gas que escapa més o menys com en un forn normal, amb aquesta combinació d'energia tèrmica i d'energia elèctrica l'eficiència roman més baixa de 100%, normalment al voltant del 80%. No obstant això, en termes d'exergia el procés és ineficaç, i s'obtindria un millor resultat maximitzant l'electricitat generada i si després s'utilitza l'electricitat per a fer funcionar una bomba de calor.

## Aplicacions de les cèl·lules de combustible
Les piles de combustibles es fan servir en el transport, en instal·lacions estàcionàries i portables.

### Al transport
Poden alimentar vehicles elèctrics FCEV (de l'anglès Fuel Cell Electric Vehicle). Hyundai i Toyota ja venen vehicles amb tecnologia híbrida entre elèctrica i pila de combustió. A principi del segle xx eren en estadi experimental i s'en esperava molt per a reemplaçar els vehicles amb motor de combustió.
Dinamarca ha declarat lliure d'impostos aquests tipus de vehicles fins al 2018 per fer aquests vehicles competitius amb els vehicles de benzina. A Kyoto inclús compraran tres vehicles Toyota que es podran llogar per hores amb reserva online. A banda de cotxes, també es van fer experiments amb prototip autobusos, trens i vaixells.
Tot i que en principi és una tecnologia neta, si es produeix l'hidrogen amb electricitat, els experiments han provat que tecnologia no és pas rendible. El 2022, calia 30% més electricitat que un auto amb bateria per fer la mateixa distància i el cost per quilòmetre gairebé duplica comparat al d'un vehicle amb bateria que es pugui recarregar a casa. L'hidrogen és un combustible car i la capacitat de producció és limitada. En cal en altres activitats industrials per a les quals no hi ha alternativa. La distribució segura d'hidrogen, altament explosiva i combustible, per a carregar les piles és costosa i complicada, per comparació amb el transport d'electricitat. La qualitat i la capacitat de les bateries convencionals ha augmentat molt, mentrestant el preu n'ha baixat exponencialment. El 2025 el grup automotriu Stellantis (Fiat, Opel, Peugeot…) va abandonar definitivament la pila de combustible per vehicles particulars. En el transport públic la situació és menys clar. Així, la companyia de transport públic Hamburger Hochbahn havia abandonat l'hidrogen com a combustible el 2019, després d'un primer experiment, el 2025 hi va tornar.

### Instal·lacions estacionàries
Les cèl·lules de combustible són molt útils com a fonts d'energia en llocs remots, com per exemple una nau espacial, estacions meteorològiques allunyades, parcs grans, llocs rurals i en certes aplicacions militars. Un sistema amb cèl·lula de combustible que funciona amb hidrogen pot ser compacte, lleuger i no té cap peça mòbil important.
Una nova forma de donar-li ús és combinant calor i l'electricitat (CHP, combined heat and power) per a habitatges, edificis d'oficines i fàbriques. Aquest tipus de sistema genera energia elèctrica de manera constant (venent l'excés d'energia a la xarxa quan no es consumeix), i al mateix temps produeix aire i aigua calenta amb la calor residual. Les cèl·lules de combustible d'àcid fosfòric (PAFC phosphoric-acid fuel cells) abasten el segment més gran dels productes existents de CHP en tot el món i poden proporcionar eficiències combinades properes al 80% (45-50% elèctric + la resta com a tèrmic). El fabricant més gros de cèl·lules de combustible de PAFC és UTC Power, una divisió d'United Technologies Corporation. També s'han instal·lat cèl·lules de combustible de carbonat fos (MCFC molten carbonate fuel cell) amb els mateixos objectius, i hi ha prototips de cèl·lules d'òxid sòlid (SOFC Solid-Oxide Fuel Cell).
No obstant això, ja que els sistemes electrolític no emmagatzemen el combustible en si mateixos, sinó en unitats externes, poden utilitzar-se en emmagatzematge a gran escala d'energia, a les àrees rurals per exemple. En aquest cas, les bateries haurien de ser molt grosses per a satisfer la demanda, però les cèl·lules de combustible només necessiten una unitat (més grossa que les unitats normals) d'emmagatzematge que normalment és més barata que un dispositiu electroquímic.
Existeix un programa experimental a Stuart Island a l'Estat de Washington. La Stuart Island Energy Initiative hi ha construït un sistema complet en el qual els panells solars generen el corrent per fer funcionar diversos sistemes electrolítics que produeixen hidrogen que s'emmagatzema en un tanc de 500 galons (uns 1900 litres o 1,9 metres cúbics) a 150-200 PSI (10,34-13,79 bar). L'hidrogen s'utilitza per a fer funcionar una cèl·lulade combustible d'hidrogen de 48V ReliOn que proporciona una reserva completa per a la xarxa elèctrica dels barris residencials de l'illa.
Protium, una banda de rock formada a la Ponaganset High School, a Glocester Rhode Island), va ser la primera banda del món a utilitzar cèl·lules de combustible d'hidrogen. La banda utilitzava un Airgen Fuelcell de 1kw de Ballard Power systems. La banda ha tocat a nombrosos esdeveniments relacionats amb les cèl·lules de combustible incloent el CEP de Connecticut, i el Fuel Cell Seminar del a Miami Beach. Plug Power Inc. és un participant important en el disseny, desenvolupament i fabricació de cèl·lules de combustible PEM per a les utilitzacions no mòbils, incloent els productes dirigits a les telecomunicacions, energia bàsica, i utilitzacions combinades de calor i energia (CHP).

## Altres possibles utilitzacions
- Plantes generadores base (aquelles que mantenen una producció constant d'electricitat, i no s'apaguen mai excepte en casos de manteniment o avaria)
- Vehicles Elèctrics
- Sistemes Auxiliars d'Energia
- Sistemes de suport de la xarxa elèctrica

## Estacions de servei i vehicles basats en hidrogen

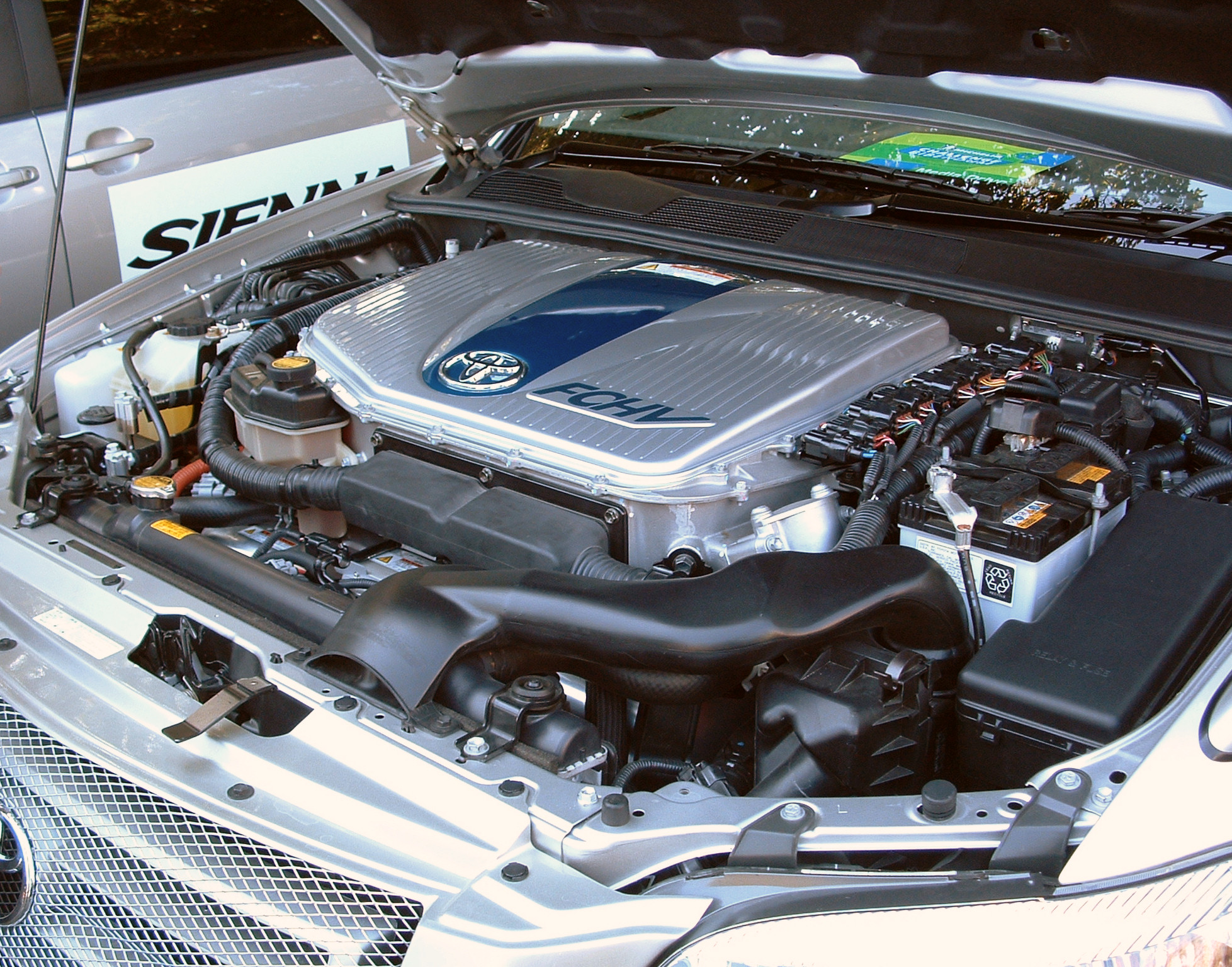
El Toyota FCHV PEM FC fuel cell. Un vehicle dissenyat per Toyota impulsat per hidrogen.

La primera estació d'abastiment d'hidrogen com a combustible fou oberta a Reykjavík, Islàndia, a l'abril del 2003. Aquesta estació va abastir tres autobusos la xarxa de transport públic de la ciutat construïts per DaimlerChrysler. La mateixa estació produïa l'hidrogen que necessitava gràcies a una unitat electrolítica (fabricada per Norsk Hydro), i no necessitava ser emplenada: les seves úniques entrades són electricitat i aigua. Shell també va participar en el projecte. L'estació no té sostre, per tal de permetre que l'hidrogen que pugui escapar surti cap a l'atmosfera.
Hi ha nombrosos prototips i models de cotxes i autobusos basats en la tecnologia de cèl·lules de combustible en els quals se segueix investigant i fins i tot fabricant alguns models. La investigació segueix en curs en companyies com DaimlerChrysler, Ballard Power Systems, Ford, Volvo, Mazda, General Motors, Honda, la BMW, Hyundai i Nissan, entre d'altres. Al 1991, el primer automòbil de pila de combustible d'hidrogen va ser desenvolupat per Roger Billings. Alguns emprenedors com en Daniel Akerson, director general de General Motors, consideren que actualment els cotxes són massa cars i que probablement no tindran preus competitius fins 2020. Un exemple actual d'automòbil comercial en producció basat en la cèl·lula de combustible és el Hyundai ix35.
També s'utilitzen en autobusos. El Fuel Cell Bus Club és un programa cooperatiu global que engloba diferents projectes sobre autobusos de pila de combustible experimentals. El 2007, un projecte notable va ser dut a terme per Daimler AG, amb 36 autobusos experimentals alimentats per piles de combustible de Ballard Power Systems, i que va completar amb èxit un assaig de tres anys en onze ciutats diferents.

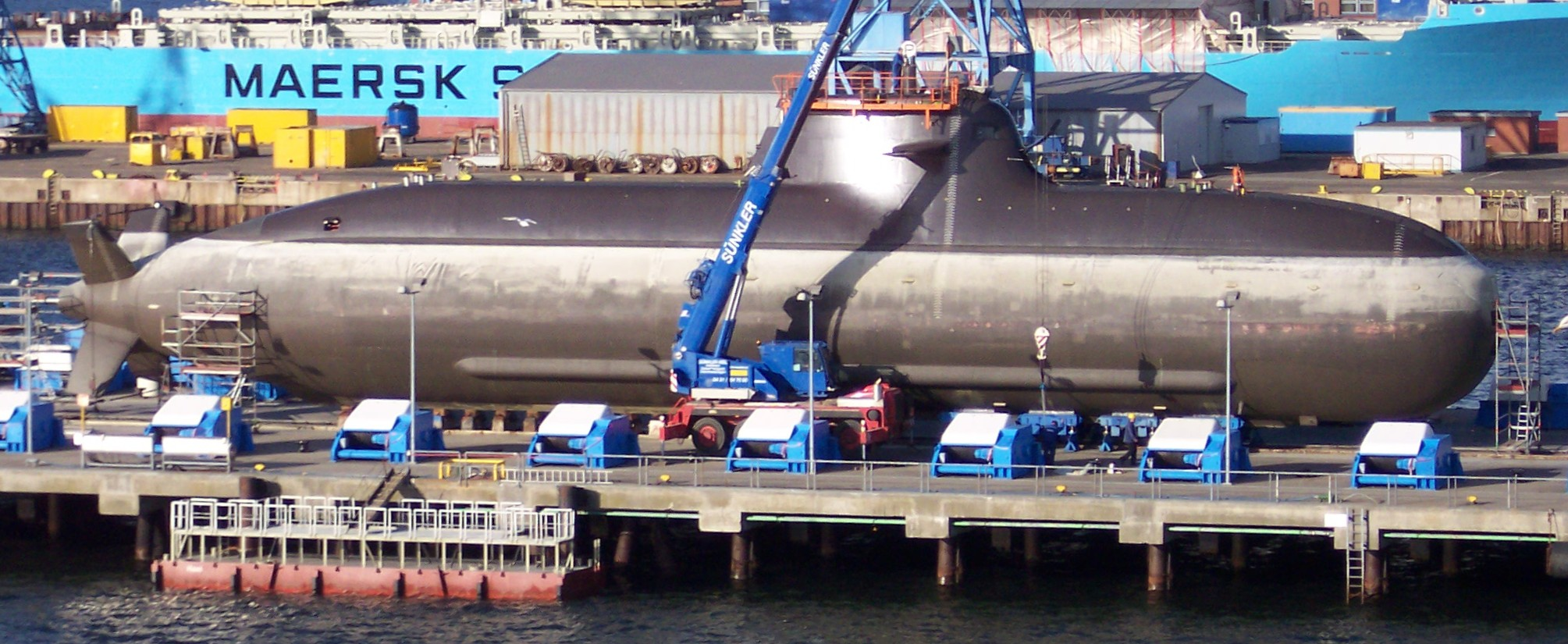
Submarí Type 212 de l' Armada Germana propulsat per pila de combustible.

L'ús de cèl·lules de combustió també es comú a vaixells i submarins. L'Hydra va ser la primera embarcació de pila de combustible del món en utilitzar un sistema AFC. Actualment, un equip d' estudiants universitaris anomenats Energy-Quest planeja portar un vaixell accionat per cèl·lulade combustible d'hidrogen al voltant del món. L'empresa es diu Tritó.
Els submarins Type 212A, un avançat disseny alemany per a desenvolupar submarins no nuclears, utilitza cèl·lules de combustible (desenvolupades per Siemens) per a impulsar nou propulsors i pot mantenir-se submergit durant setmanes sense haver de pujar a la superfície.
L'ús de cèl·lules de combustió es menys comú en avions. El febrer de 2008, investigadors de Boeing i socis del sector de l'indústria de tot Europa van dur a terme una sèrie de proves de vol experimentals en un avió propulsat únicament per una pila de combustible i bateries lleugeres. L'avió va utilitzar una membrana d'intercanvi de protons (PEM) de cèl·lula de combustible amb una bateria de liti, formant un sistema híbrid per alimentar un motor elèctric, que es va acoblar a una hèlix convencional. 
El gener de 2016, un dron anomenat Raptor E1 va fer un vol de prova amb èxit utilitzant una pila de combustible que era més lleugera que la bateria de liti. El vol va durar uns 10 minuts a una altitud de 80 metres, encara que la pila de combustible tenia prou combustible per volar durant dues hores. 

## Economia i medi ambient
El 2012, els ingressos de la indústria de cèl·lules de combustible va superar els mil milions de dòlars a tot el món, amb els països d'Àsia -Pacífic predominant amb més de 3/4 de tots els sistemes de piles de combustible. No obstant això, a l'inici del 2014, cap companyia pública d'aquest sector industrial tenia ventes i li sortia rendible el seu ús.
L'any 2015 més de 60.000 cèl·lules de combustible van ser fabricades. Aquest nombre de cèl·lules equival a uns 300 MW que suposa un increment del 65% respecte el 2014. L'increment tant gran en nombre de megawatts és degut a sobretot el creixement en els sectors del transport i en generadors estacionaris. Estats Units i Corea estan ja instal·lant parcs de producció elèctrica a partir de cèl·lules de combustió mentre que al Japó s'estan venent moltes cèl·lules de combustió per a instal·lar-los als habitatges.
Estats Units ha produït més de 150 MW mitjançant cèl·lules de combustió durant el 2015 que és un 30% més que Àsia i Europa junts. Tot i així la producció d'Àsia esta augmentant molt degut a la fabricació de cotxes que disposen d'aquesta tecnologia i el Japó pel esmentat anteriorment.
Al 2016, Samsung va decidir abandonar tots els projectes empresarials relacionats amb les cèl·lules de combustible, ja que la perspectiva del mercat no era bona. Els quatre productors dominants en la indústria de cèl·lules de combustible han sigut els Estats Units, Alemanya, Japó i Corea del Sud.
Les cèl·lules de combustible solen ser considerades molt atractives per a utilitzacions modernes per la seva eficiència alta i idealment (vegeu energies renovables) lliures d'emissions, en contrast amb combustibles actualment més comuns, com poden ser el metà o gas natural, que generen diòxid de carboni. Al 2016, quasi un 70% de tota l'electricitat produïda als Estats Units provenia del carbó. El problema és que el carbó és una font d'energia relativament bruta (segons el tipus de carbó). Si l'electròlisi (un procés que necessita electricitat) s'utilitza per a crear l'hidrogen usant energia de les centrals elèctriques, en realitat s'està creant el combustible hidrogen a partir de carbó. Tot i que la cèl·lulade combustible emet solament calor i aigua com residus, el problema de la contaminació encara estarà present en les centrals elèctriques.
Per tant, s' han de considerar els possibles impactes amb els que es troba vinculat l'hidrogen. Això fa referència a la producció, a l'ús i a la disposició de la infraestructura i dels convertidors de l'energia. Elon Mask, entre d'altres, afirma que les cèl·lules de combustible per a ús en cotxes mai serà comercialment viable a causa de la ineficiència de la producció, transport i emmagatzematge d'hidrogen i la inflamabilitat del gas, entre d'altres. A més, els apilats de les cèl·lules de combustible avui dia tenen una gran quantitat de catalitzadors. Aquesta és a causa de la corrosió que sofreix el catalitzador i per tal que no redueixi la seva activitat aquest ha de ser sobredimensionat Les reserves limitades de platí, juntament amb la seva toxicitat, acceleren la síntesi d'un complex inorgànic molt similar a la base catalítica del sulfur de ferro dels bacteris hidrogenasa  per a començar a prendre mesures. Les reserves del món del platí són insuficients per poder donar suport a una conversió total de tots els vehicles a cèl·lules de combustible: una introducció significativa de vehicles amb l'actual tecnologia, per tant, només aconseguiria que el valor comercial de platí s'elevés i les seves reserves descendissin. Aquesta relació entre la possible pujada del preu degut a l'esgotament del platí i la possible substitució per complexos de ferro i sofre va ser estudiada per una coalició del Centre John Innes i la Universitat de Milà-Bicocca.

## Història

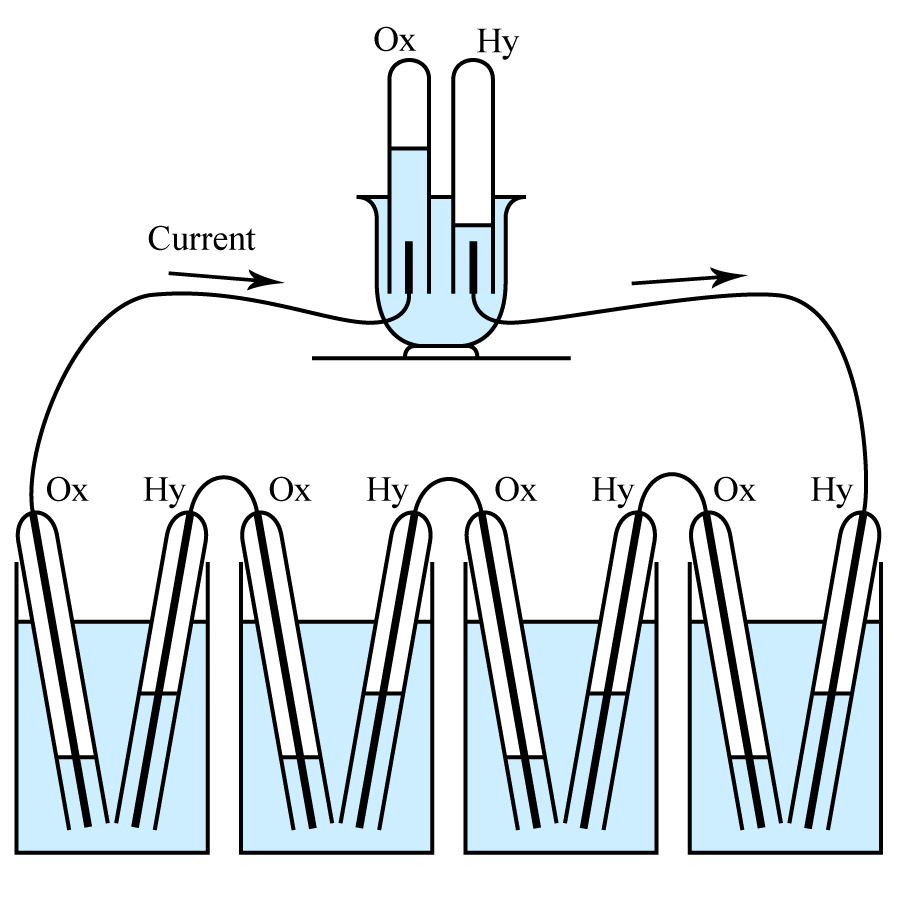
William Robert Grove va construir una bateria de gas amb 50 cèl·lules i va establir que per electrolitzar l'aigua en calien com a mínim 26. En aquesta figura se'n mostren 4.

El concepte d'una pila de combustible efectivament s'havia demostrat a principis del segle xix per Humphry Davy. Aquest treball pioner va ser seguit pel científic Christian Friedrich Schönbein a Suïssa l'any 1838 i publicat en l'edició de gener de 1839 del Philosophical Magazine. D'acord amb aquest treball, la primera pila de combustible experimental va ser desenvolupada per Sir William Robert Grove, un científic gal·lès i va rebre el nom de bateria voltaica de gasos. Un primer esbós d'aquesta va ser publicat en 1843. Per a fabricar la cèl·lulade combustible va utilitzar materials similars als usats avui dia per a la cèl·lulade combustible d'àcid fosfòric.
El terme de pila de combustible va ser utilitzat per primera vegada en 1889 per Charles Langer i Ludwig Mond, qui van investigar les cèl·lules de combustible utilitzant carbó gas com a combustible. Altres intents per convertir aquest directament en electricitat es van fer a principis del segle xx, però la tecnologia en general, va romandre a la foscor.
Al 1959, l'enginyer britànic Francis Thomas Bacon, va desenvolupar amb èxit una cèl·lulade combustible de sis quilowatt. Aquest mateix any, un equip encapçalat per Harry Ihrig va construir un tractor basat en una cèl·lulade combustible de 15 kW per a Allis-Chalmers que va ser exposat a diferents fires arreu de l'estat. Aquest sistema va utilitzar l'hidròxid de potassi com a electròlit i l'hidrogen i l'oxigen comprimits com a reactius. Més endavant, el 1959, Bacon i els seus col·legues van mostrar una unitat de 5 kW capaç d'accionar una màquina de soldadura que va portar, els anys 60, que les patents de Bacon llicenciades per Pratt & Whitney Aircraft als Estats Units (almenys els seus conceptes) fossin utilitzades al programa espacial dels Estats Units per tal de proveir d'electricitat i d'aigua potable (hidrogen i oxigen que està fàcilment disponible dels tancs de la nau espacial) als astronautes.
Paral·lelament a Pratt & Whitney Aircraft, General Electric va desenvolupar la primera cèl·lulade combustible que utilitzava una membrana intercanviadora de protons (PEMFCs) per a les missions espacials del Projecte Gemini. No obstant això, les missions espacials Apol·lo i les missions següents Apol·lo-Soiuz, de Skylab, i Space-Shuttle utilitzaven cèl·lules de combustible basades en el disseny de Bacon, desenvolupat per Pratt & Whitney Aircraft.
UTC Power, una divisió de Pratt & Whitney Aircraft, va ser la primera companyia a fabricar i comercialitzar un sistema a gran escala de cèl·lules de combustible immòbils, per al seu ús com a central elèctrica de cogeneració a hospitals, universitats, i grans edificis d'oficines. UTC Power continua comercialitzant aquesta cèl·lulade combustible com el PureCell 200, un sistema de 200 kW i segueix sent l'únic proveïdor de cèl·lules de combustible a la NASA per al seu ús en vehicles espacials, proveint les missions Apol·lo i actualment el transbordador espacial, i està desenvolupant cèl·lules de combustible per a automòbils, autobusos, i les antenes de telefonia mòbil. En el mercat dels automòbils basats en cèl·lules de combustible, UTC Power va exposar la primera cèl·lulade combustible capaç de començar a funcionar a temperatures baixes amb la seva cèl·lulaautomotora de combustible de membrana de la intercanviadora de protons (PEM).
Nota: L'energia del UTC també utilitza el nom de les cèl·lules de combustible del UTC al referir a productes de la cèl·lulade combustible.
Els materials utilitzats eren massa cars i les cèl·lules de combustible requerien hidrogen i oxigen molt purs. Les primeres cèl·lules de combustible solien requerir temperatures molt elevades que eren un problema per a moltes utilitzacions. Tot i així, les cèl·lules de combustible seguien sent investigades a causa de les grans quantitats de combustible disponibles (hidrogen i oxigen). Tot i el seu èxit en programes de l'espai, els sistemes amb cèl·lules de combustible eren limitats a les missions de l'espai, on l'alt cost es podia tolerar. No va arribar fins al final dels 80 i principis dels 90 que les cèl·lules de combustible es convertiren en una opció veritable d'ús més ampli. Diverses innovacions, catalitzador amb menys platí i elèctrodes de pel·lícula fina van baixar el cost de les cèl·lules de combustible, fent que el desenvolupament de sistemes PEMFC (com per exemple automòbils) fos més o menys realista.
En reconeixement de l'indústria de cèl·lules de combustible i pel paper dels Estats Units en el desenvolupament d'aquestes, el Senat dels Estats Units va reconèixer el 8 d'octubre de 2015, com el dia Nacional de l'Hidrogen i les Piles de Combustible. La data va ser triada en reconeixement del pes atòmic de l'hidrogen (1,008).